# Nannothelypteris aoristisora
Nannothelypteris aoristisora är en kärrbräkenväxtart som först beskrevs av Harr., och fick sitt nu gällande namn av Holtt. Nannothelypteris aoristisora ingår i släktet Nannothelypteris och familjen Thelypteridaceae. Inga underarter finns listade.